# 景范
景范（？—956年），他是五代十国后周大臣，淄州长山人。
景范进士出身。开始是范县县令，周太祖郭威时官至谏议大夫。显德元年，周世宗命他由枢密直学士任中书侍郎、同中书门下平章事、三司使。为官清正，但是没有处理军国大事的才干，955年后因为父亲去世而罢相。956年，景范去世。

## 延伸阅读
[在维基数据编辑]
 《舊五代史/卷127》，出自薛居正《舊五代史》